# キャリバン (バンド)
キャリバン（Caliban）は、ドイツ出身のメタルコア・バンド。

## 概要
1996年、バンド「Never Again」の名で発足し、翌1997年に「Caliban」と改名して活動を開始。
1998年、セルフタイトルのデモEP「CALIBAN」をリリース。その後レーベル「ライフフォース・レコード」との契約を締結。
1999年、デビューアルバム『A Small Boy and a Grey Heaven』をリリース。その後ギターのクラウス・ウィルゲンブッシュが脱退。
2000年、同業のメタルコア・バンド「ヘヴン・シャル・バーン」とのスプリットアルバム『The Split Program』をリリース。
2001年、2ndアルバム『'VENT』をリリース。ロックフェス「BEAST FEAST 2001」出演にて初来日。ベースのエンジン・ギュレシが脱退し、翌年にボリス・プラクトが加入。また、同年から翌2002年にかけてサポートを務めたギタリスト デニス・シュミットが、公式メンバーに昇格。
2003年、3rdアルバム『SHADOW HEARTS』をリリースし、2度目の来日を果たす。ドラマーのロベルト・クレイマーが脱退し、翌年にパトリック・グリューンが加入。
2004年、「ライフフォース・レコード」から「ロードランナー・レコード」にレーベルを移籍し、4thアルバム『The Opposite from Within』をリリース。
2005年、「ヘヴン・シャル・バーン」とのスプリットアルバム第二弾『The Split Program II』をリリース。ベースのボリス・プラクトが脱退し、マルコ・シャーラ―に交代。
2006年、5thアルバム『The Undying Darkness』をリリース。
2007年、6thアルバム『The Awakening』をリリース、翌2008年に3度目の来日。
2009年、「ロードランナー・レコード」から「センチュリー・メディア・レコード」にレーベルを移籍し、7thアルバム『Say Hello to Tragedy』をリリース。
2012年、8thアルバム『I Am Nemesis』をリリース。
2014年、9thアルバム『Ghost Empire』をリリース。
2016年、10thアルバム『Gravity』をリリース。
2018年、11thアルバム『Elements』をリリース。

## 備考・補足
日本のヘヴィ・ロック・フェスティバル「BEAST FEAST 2001」に出演するなど、何度か来日している。
『I Am Nemesis』の日本盤にはTHE MAD CAPSULE MARKETSの「Pulse」のカバーが収録されている。

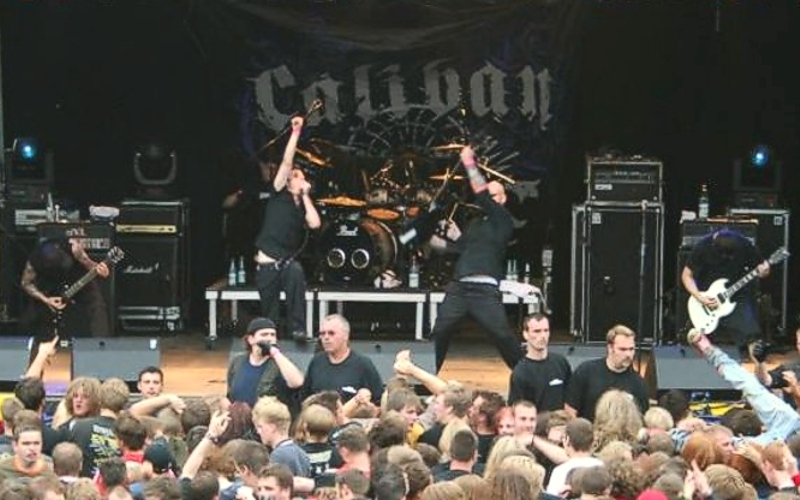
ドイツ・シュヴァネヴェーデ公演 (2005年)
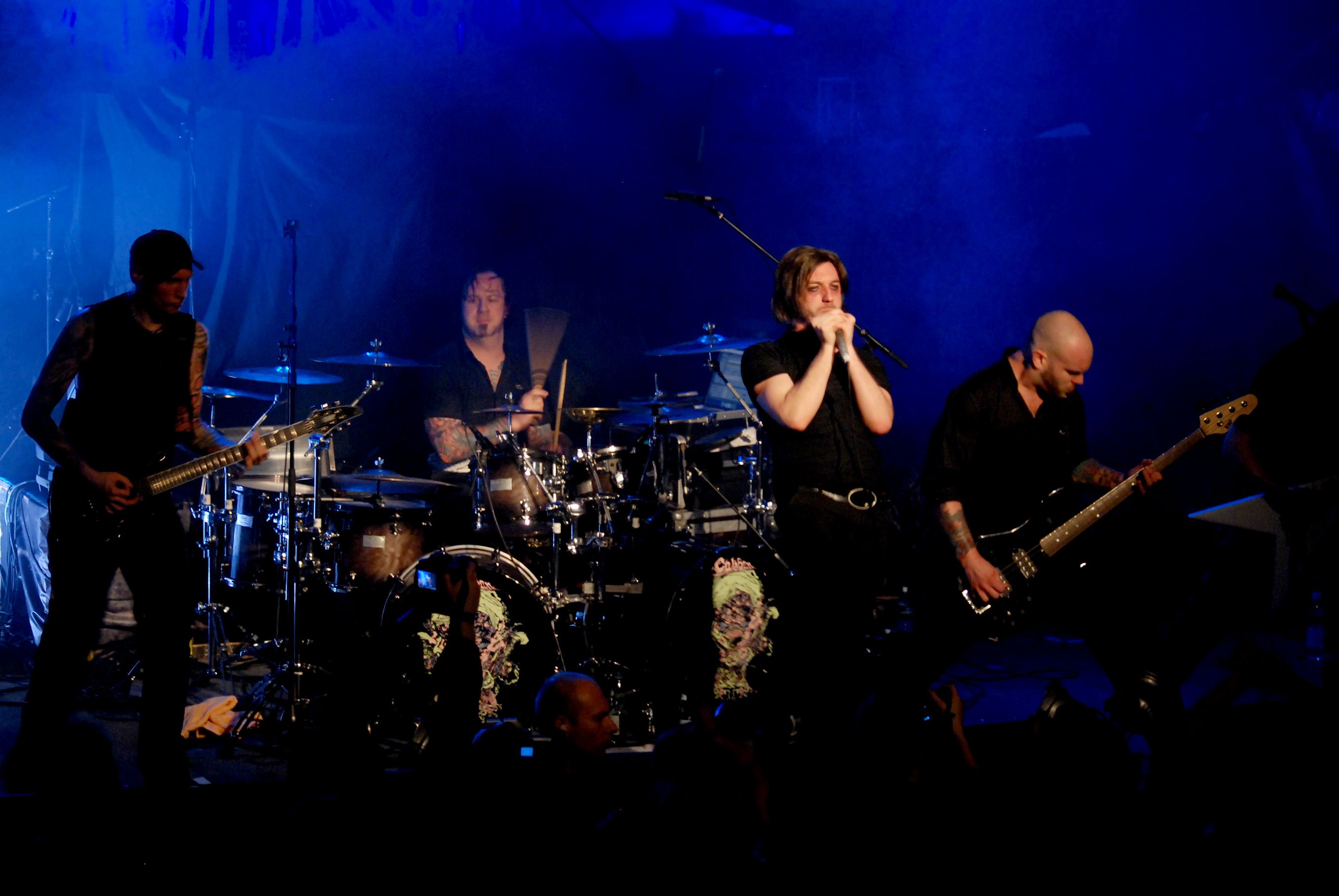
ポーランド・クラクフ公演 (2009年2月)
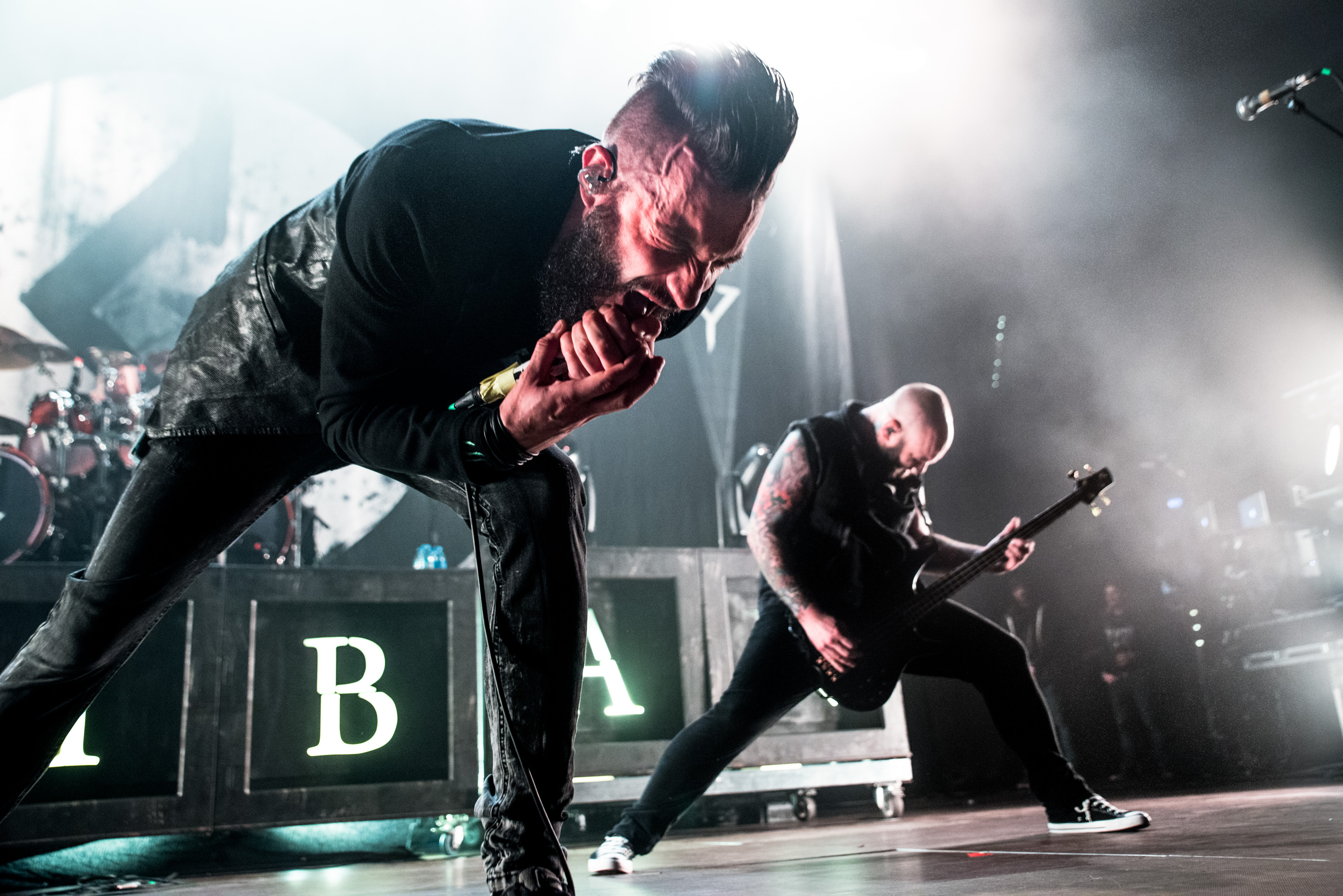
ドイツ・ニュルンベルク公演 (2016年6月)

## メンバー

### 現ラインナップ
- アンドレアス・デルナー　Andreas Dörner - ボーカル (1997- )
- マーク・ゲルツ　Marc Görtz - ギター (1997- )
- デニス・シュミット　Denis Schmidt - ギター/ボーカル (2002- )
- パトリック・グリューン　Patrick Grün - ドラムス (2004- )
- Iain Duncan - Bass (2024- )

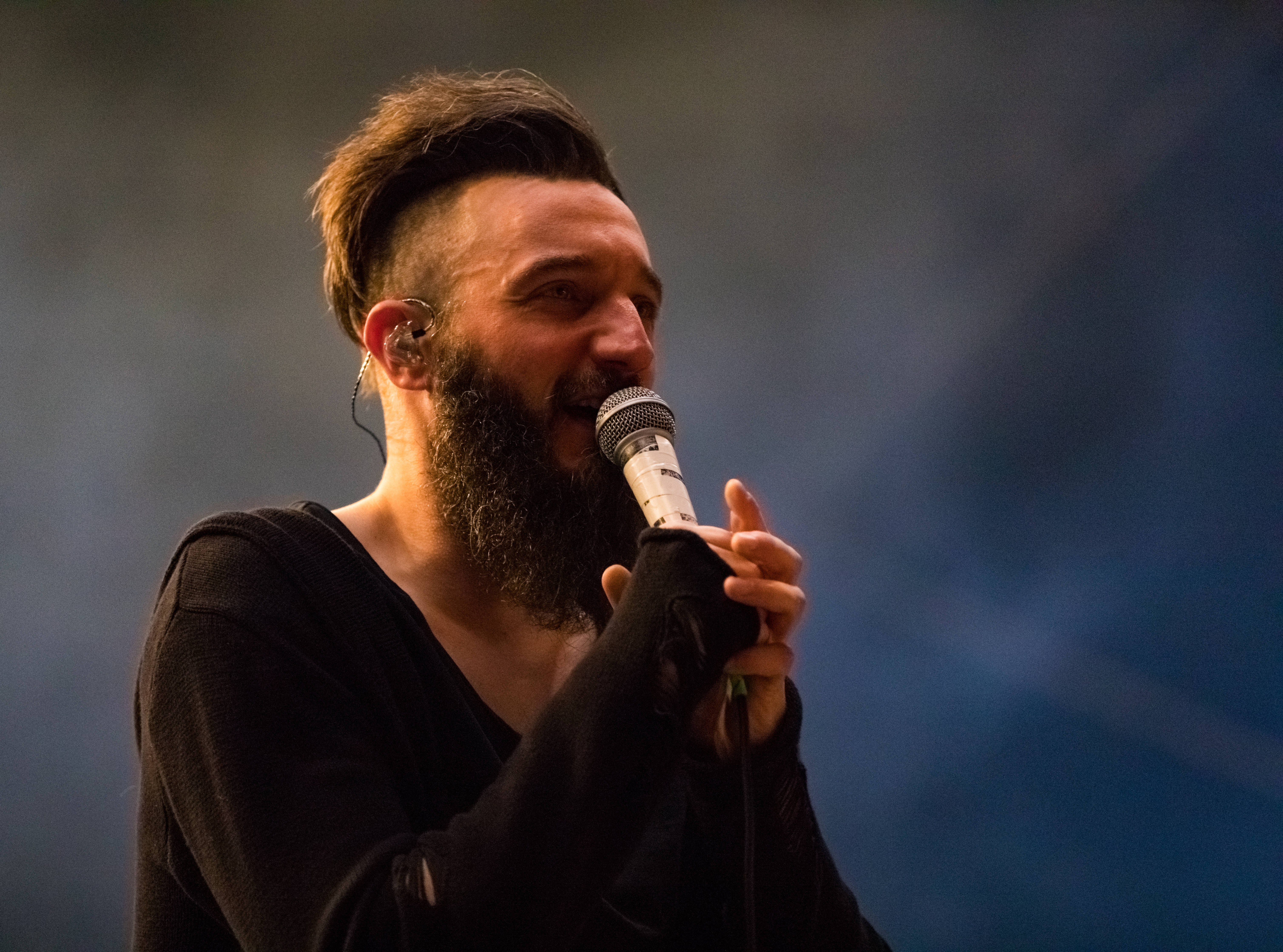
アンドレアス・デルナー(Vo) 2018年
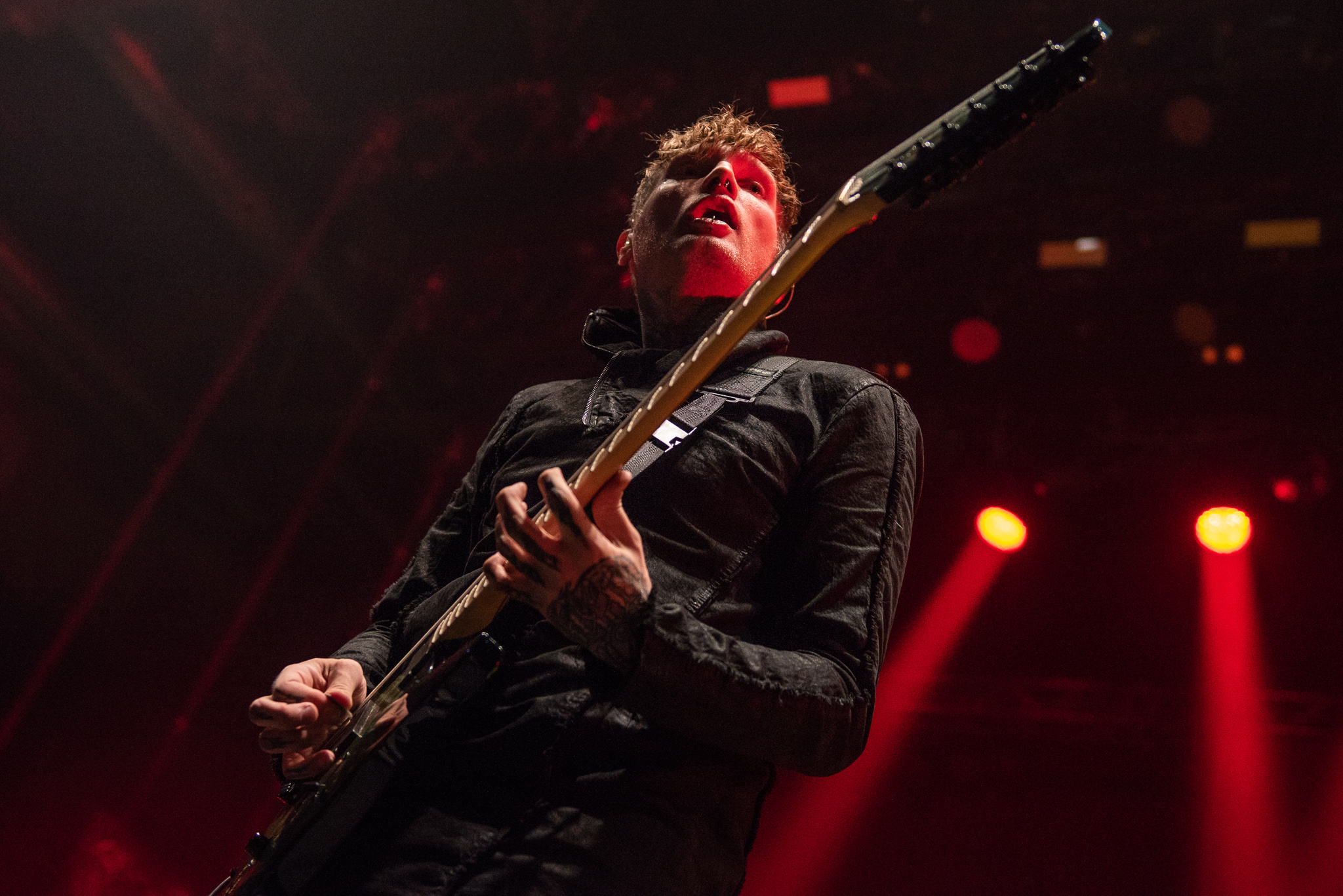
マーク・ゲルツ(G) 2018年
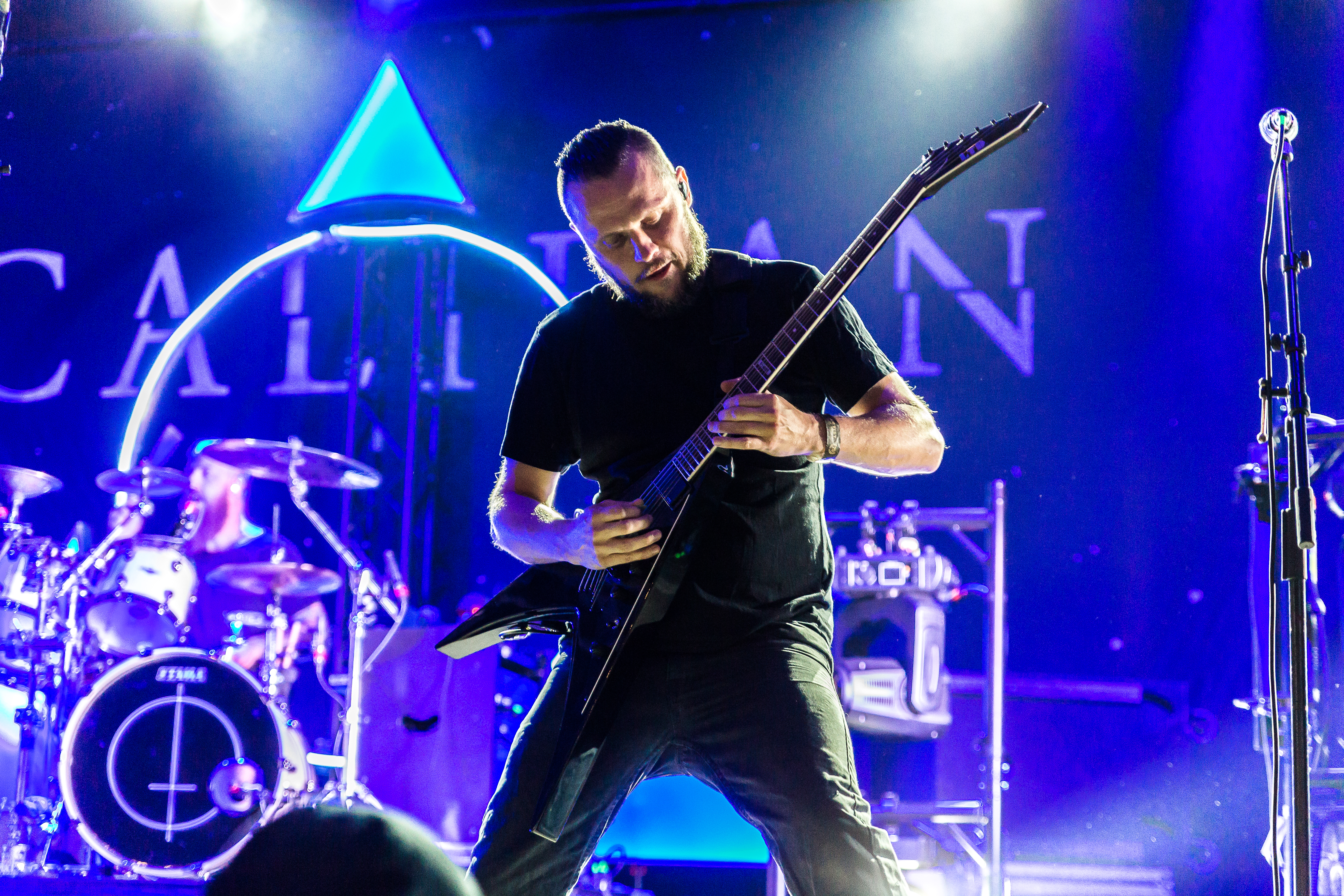
デニス・シュミット(G) 2018年
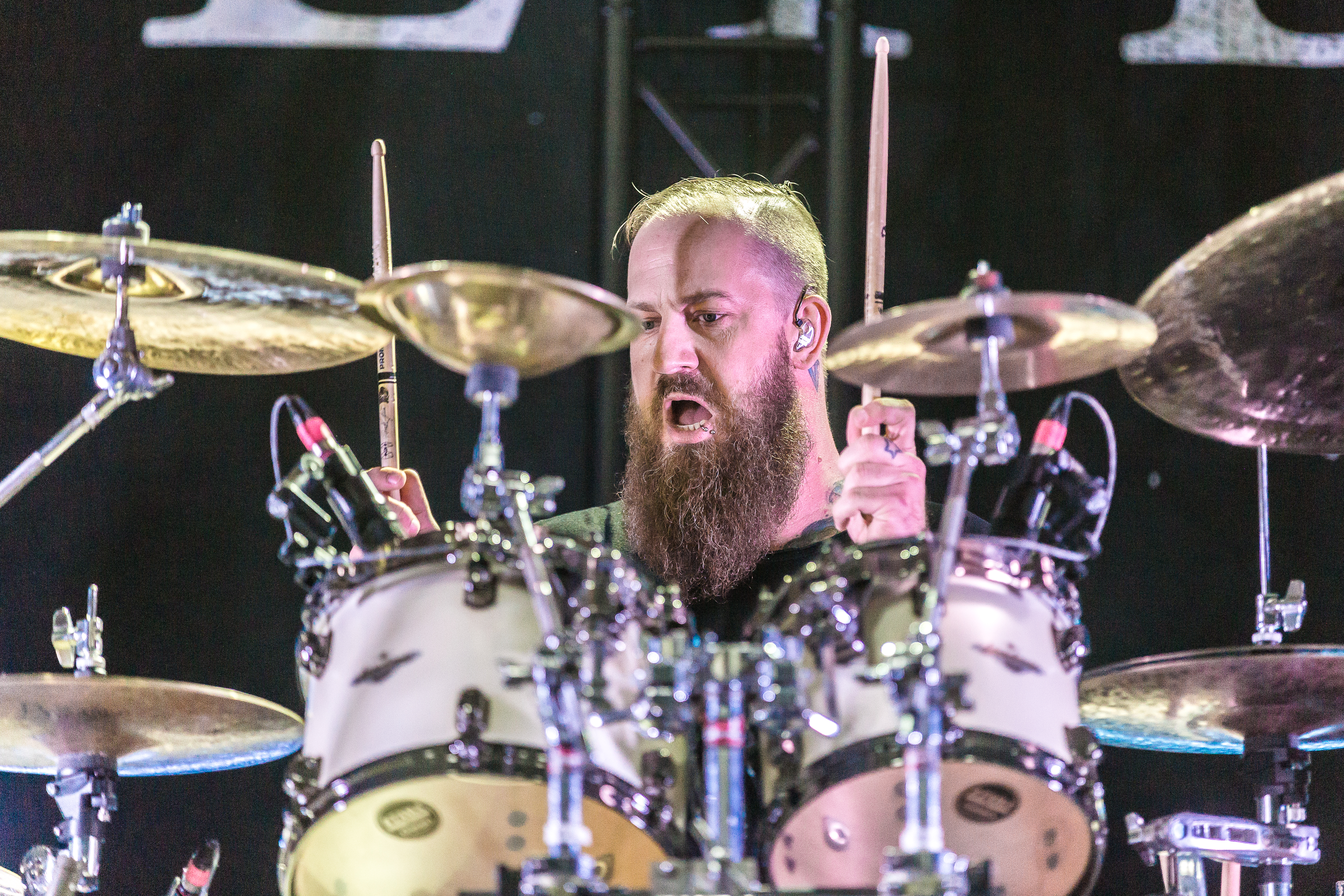
パトリック・グリューン(Ds) 2018年

### 旧メンバー
- マルク・ウルフィグ　Marc Ulfig - ボーカル (1997)
- ビョルン・カイザー　Björn Kaiser - ギター (1997)
- カイ・コーゲルハイデ　Kai Kogelheide - ドラムス (1997)
- エンジン・ギュレシ　Engin Güres - ベース (1997-2003)
- クラウス・ウィルゲンブッシュ　Claus Wilgenbusch - ギター (1998-1999)
- ロベルト・クレイマー　Robert Kramer - ドラムス (1997-2003)
- トーマス・シーレマン　Thomas Sielemann - ギター (1999-2000)
- アンドレアス・ニコラウ　Andreas Nikolaou - ギター (2000)
- ボリス・プラクト　Boris Pracht - ベース (2004)
- マルコ・シャーラー　Marco Schaller - ベース、バッキングボーカル (2004-2022)

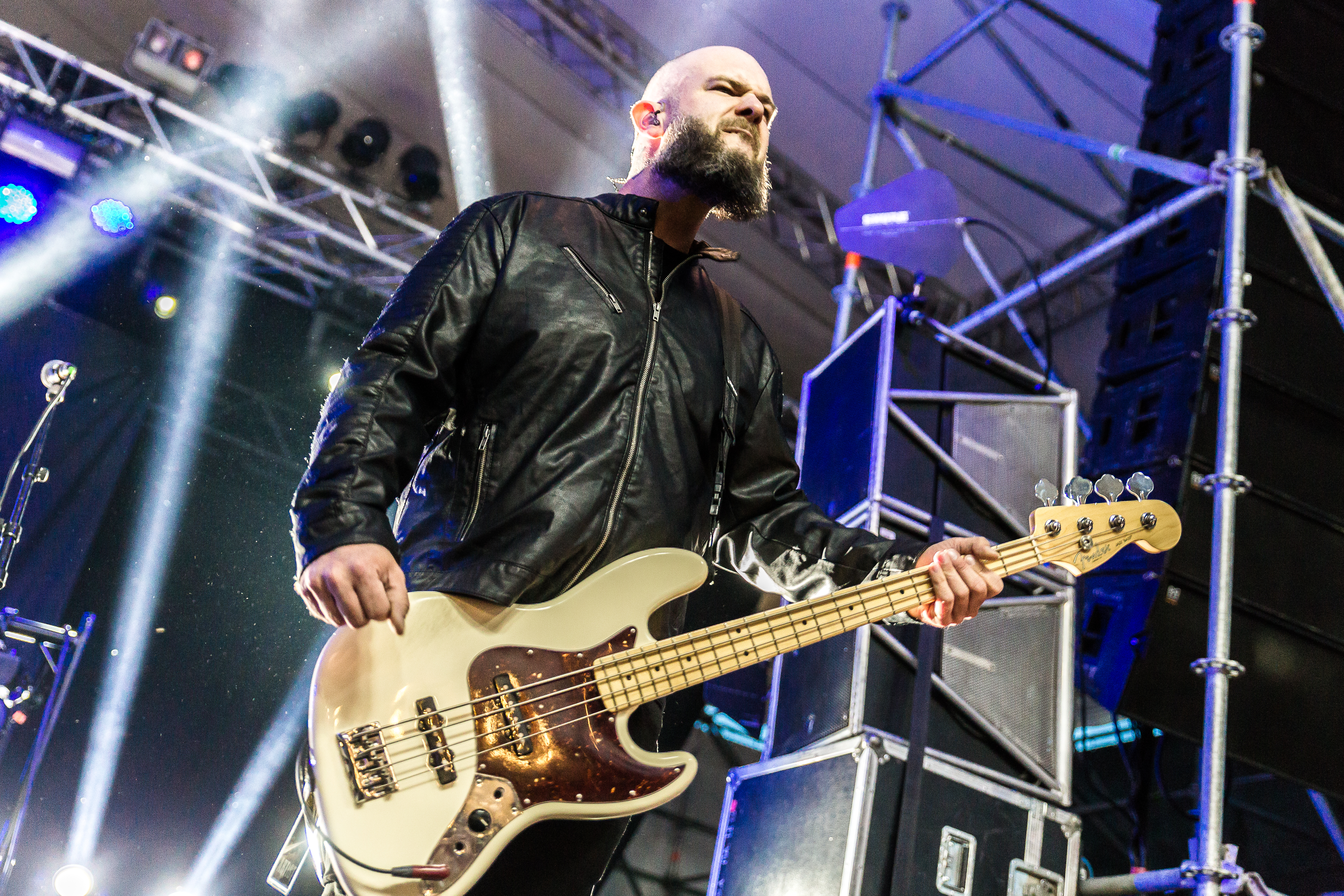
マルコ・シャーラー(B) 2018年

## ディスコグラフィ
スタジオ・アルバム
- A Small Boy and a Grey Heaven (1999年)
- Vent (2001年)
- Shadow Hearts (2003年)
- The Opposite from Within (2004年)
- The Undying Darkness (2006年)
- The Awakening (2007年)
- Say Hello to Tragedy (2009年)
- I Am Nemesis (2012年)
- Ghost Empire (2014年)
- Gravity (2016年)
- Elements (2018年)

EP
- Caliban EP (1998年)
- Coverfield (2011年)
- Coverfield 2 (2012年)

その他のリリース
- The Split Program (2000年) - split with Heaven Shall Burn
- The Split Program II (2005年) - split with Heaven Shall Burn